# ال فیچ
ال فیچ (انگلیسی: Al Fitch; ۱ دسامبر ۱۹۱۲ – ۱۷ فوریهٔ ۱۹۸۱) ورزشکار دو و میدانی اهل ایالات متحده آمریکا بود.